# Ouro Likoua
Ouro Likoua est une localité du Cameroun située dans la commune de Moutourwa, le département du Mayo-Kani et la Région de l'Extrême-Nord, au pied des monts Mandara, à proximité de la frontière avec le Tchad.

## Localisation
Ouro Likoua est localisé à 10° 17′ 57″ N, 14° 06′ 44″ E.